# Gustav Tammann
Gustav Heinrich Johann Apollon Tammann (ur. 28 maja 1861 w Kingisepp w Rosji (Jaama, Jamburg), zm. 17 grudnia 1938 w Getyndze) – niemiecki chemik i fizyk. Pochodził z rodziny Niemców bałtyckich. Jego wnukiem jest astronom Gustav Andreas Tammann.

## Życiorys
Studiował w Dorpacie, gdzie został w 1889 docentem, w 1892 profesorem nadzwyczajnym, a w 1894 profesorem zwyczajnym. W 1903 przeniósł się na Uniwersytet w Getyndze, zostając kierownikiem nowo - założonego instytutu chemii nieorganicznej. Od 1907 / 1908 był dyrektorem Instytutu Chemii Fizycznej, jako następca Walthera Nernsta. Zaś jego następcą był Arnold Eucken. Tammann zajmował się fizyką, chemią fizyczną i metaloznawstwem (stopy metali). Od jego nazwiska pochodzi tzw. "piec Tammanna" do uzyskiwania wysokich temperatur.